# Glen Lochay

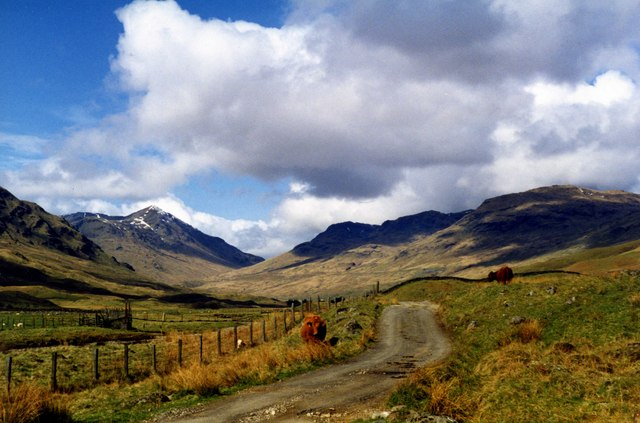
Blick im oberen Teil nach Westen

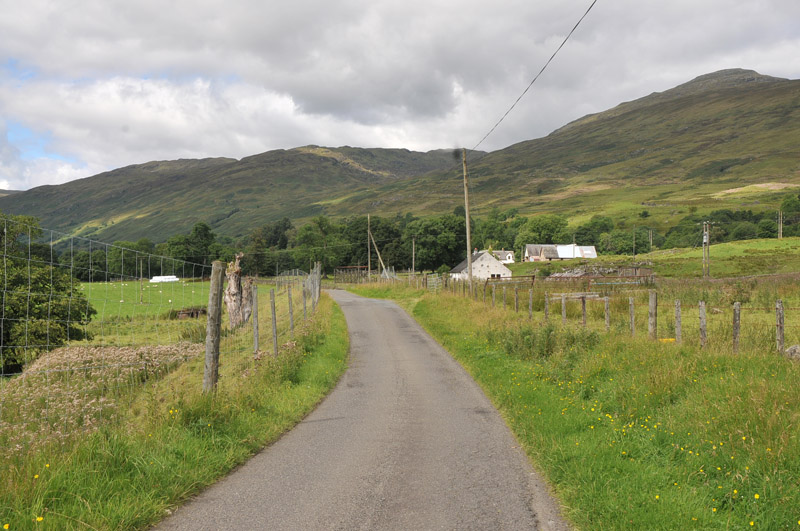
Die Straße im Glen Lochay

Glen Lochay; (gälisch Gleann Lòchaidhis) ist ein etwa 32 Kilometer langes Tal (glen) in der Region Stirling im Norden von Schottland.

## Geographie
Das Tal liegt in der Landschaft Breadalbane und wird durch den Fluss Lochay gebildet, der im Westen, einige Kilometer nördlich von Crianlarich entspringt und im Osten in den See Loch Tay mündet. Die Gegend ist durch eine bergige Umgebung geprägt und nur dünn besiedelt. Im Tal befindet sich auch der Wasserfall Falls of Lochay.

## Historisch Bedeutsames
Im Glen Lochay steht das denkmalgeschützte Moirlanich Longhouse. Es wurde 1971 als Listed Building der Kategorie A eingestuft.

## Verkehr
Durch den unteren Teil führt die gut 11 Kilometer lange C 90. Sie verbindet Killin im Osten mit Kenknock im Westen.